# Euthorybeta ochroplaca
Euthorybeta ochroplaca är en fjärilsart som beskrevs av Turner 1913. Euthorybeta ochroplaca ingår i släktet Euthorybeta och familjen Brachodidae. Inga underarter finns listade i Catalogue of Life.